# Gönnebek
Gönnebek é um município da Alemanha localizado no distrito de Segeberg, estado de Schleswig-Holstein.
Pertence ao Amt de Bornhöved.